# Didemnum chilense
Didemnum chilense is een zakpijpensoort uit de familie van de Didemnidae. De wetenschappelijke naam van de soort is voor het eerst geldig gepubliceerd in 1929 door Arnback.